# Kościół Jezuitów w Trewirze

Wnętrze świątyni.

Kościół Jezuitów w Trewirze (niem. die Jesuitenkirche) - zabytkowy pofranciszkański kościół pod wezwaniem Trójcy Świętej.
Od 1240 do 1570 był obsługiwany przez franciszkanów, następnie do roku 1773 przez jezuitów. Od 1779 do dzisiaj jest kościołem seminaryjnym.
W latach 1819–1856 należał do protestantów. W latach 1988–93 świątynia przeszła gruntowną renowację.